# Zaolzie
     granica księstwa na początku XVI wieku
     ponad 90% ludności polskojęzycznej w 1910
     granica z porozumienia 5 listopada 1918
     granica Polski po aneksji i korekcie granicznej, 10 grudnia 1938
     granica od 1920/1924 do 1938 i od 1945

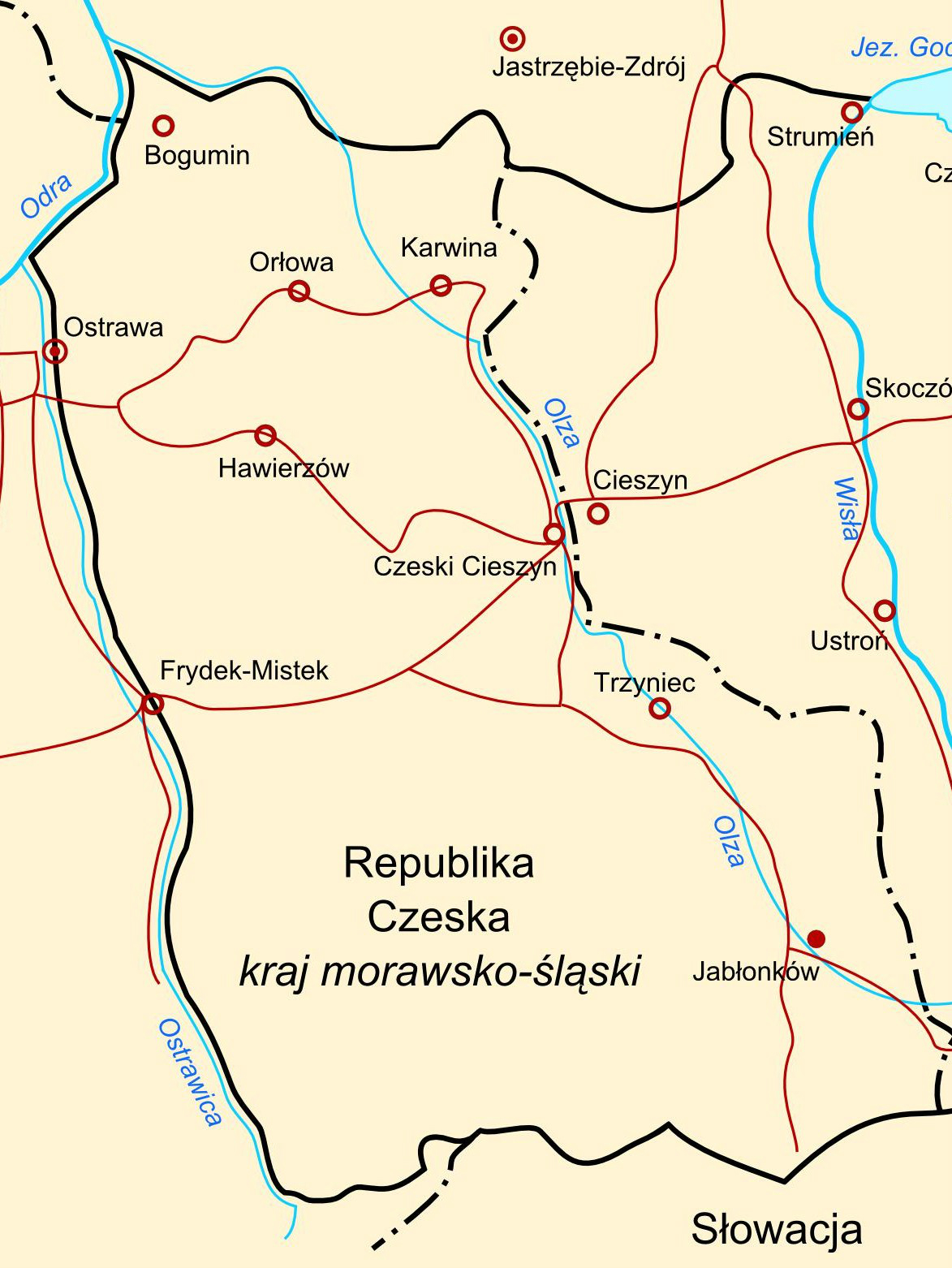
Współczesna mapa czeskiego Śląska Cieszyńskiego (Zaolzie stanowi jego wschodnią część)

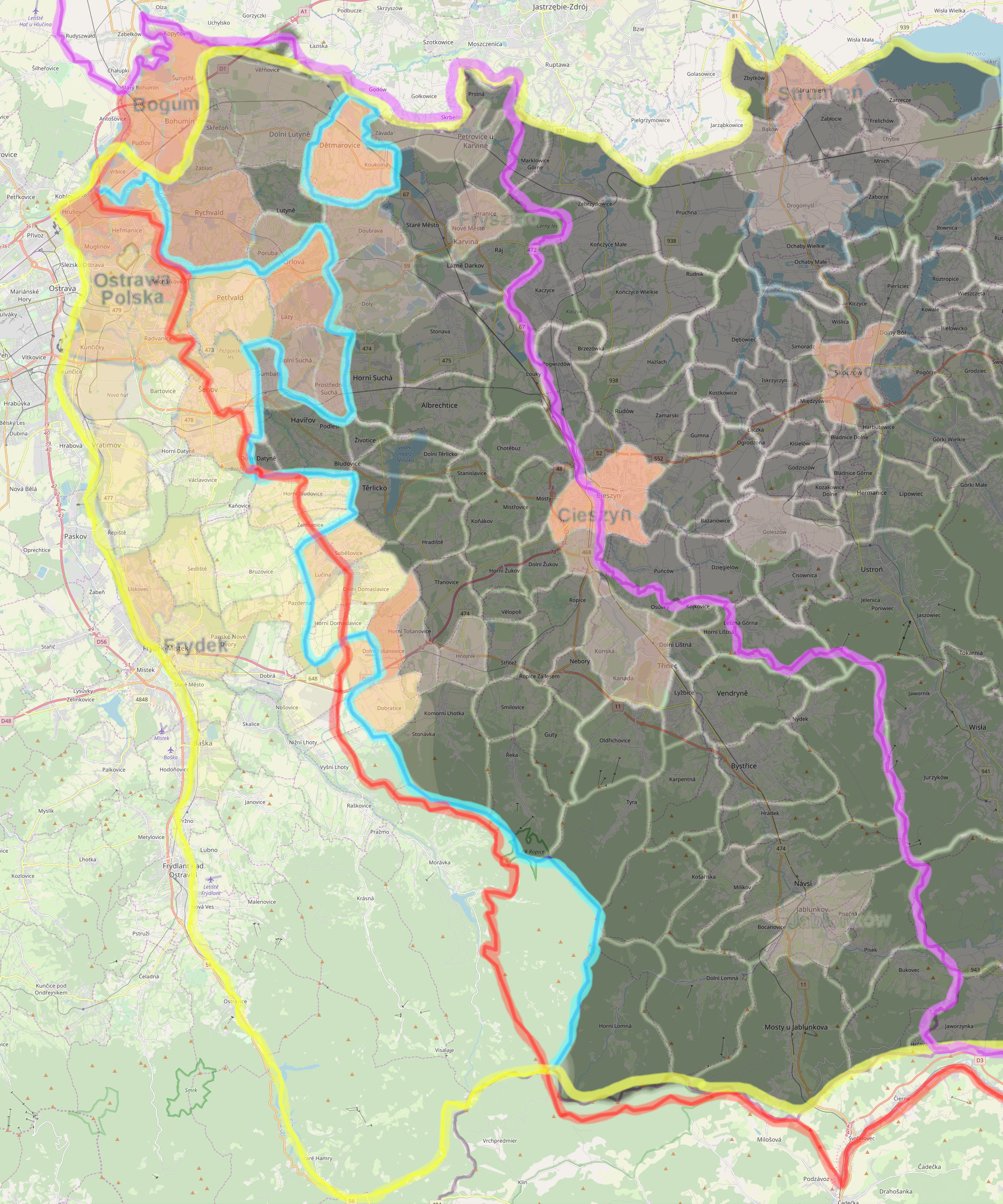
Historyczne granice w zachodniej części Śląska Cieszyńskiego na tle ostatniego spisu austriackiego:
granica księstwa na początku XVI wieku
ponad 90% ludności polskojęzycznej w 1910
granica z porozumienia 5 listopada 1918
granica Polski po aneksji i korekcie granicznej, 10 grudnia 1938
granica od 1920/1924 do 1938 i od 1945

Zaolzie (niem. Olsa-Gebiet, gw. Zaolzi, cz. Záolží, Záolší) – używana głównie w Polsce i przez polską mniejszość w Czechach potoczna nazwa tej części dawnego Księstwa Cieszyńskiego (inaczej Śląska Cieszyńskiego), która była według lokalnego porozumienia polskiej i czeskiej rad narodowych z dnia 5 listopada 1918 pod tymczasową kontrolą polskiej administracji, a na Konferencji w Spa w 1920, po arbitralnym podziale regionu między Polskę i Czechosłowację, została przez mocarstwa przyznana Czechosłowacji (dziś Czechy). Nazwa pochodzi od rzeki Olzy, stanowiącej od 1920 w okolicach Cieszyna granicę pomiędzy Polską i Czechosłowacją. Od północy i wschodu obszar Zaolzia ograniczany jest granicą polsko-czeską wzdłuż granic obecnych powiatów wodzisławskiego i cieszyńskiego. Od zachodu za granicę uważa się historyczną granicę językową, od południa granicą czesko-słowacką.
Obszar Zaolzia był według ostatniego austriackiego spisu w 1910 zamieszkały głównie przez ludność polskojęzyczną (123 tysiące) z mniejszościami czesko- (32 tysiące) i niemieckojęzyczną (22 tysiące). Poza granicami Zaolzia, w tradycyjnie czeskojęzycznej części Śląska Cieszyńskiego znajdowało się kolejne 35 tysięcy Polaków, głównie imigrantów z Galicji. W 1938 Polska zajęła nieco większy obszar niż ten ograniczony granicą z 1918 roku, który wynosił 805 km², a jego populacja liczyła około 258 tysięcy osób.

## Historia

### Tło konfliktu polsko-czeskiego

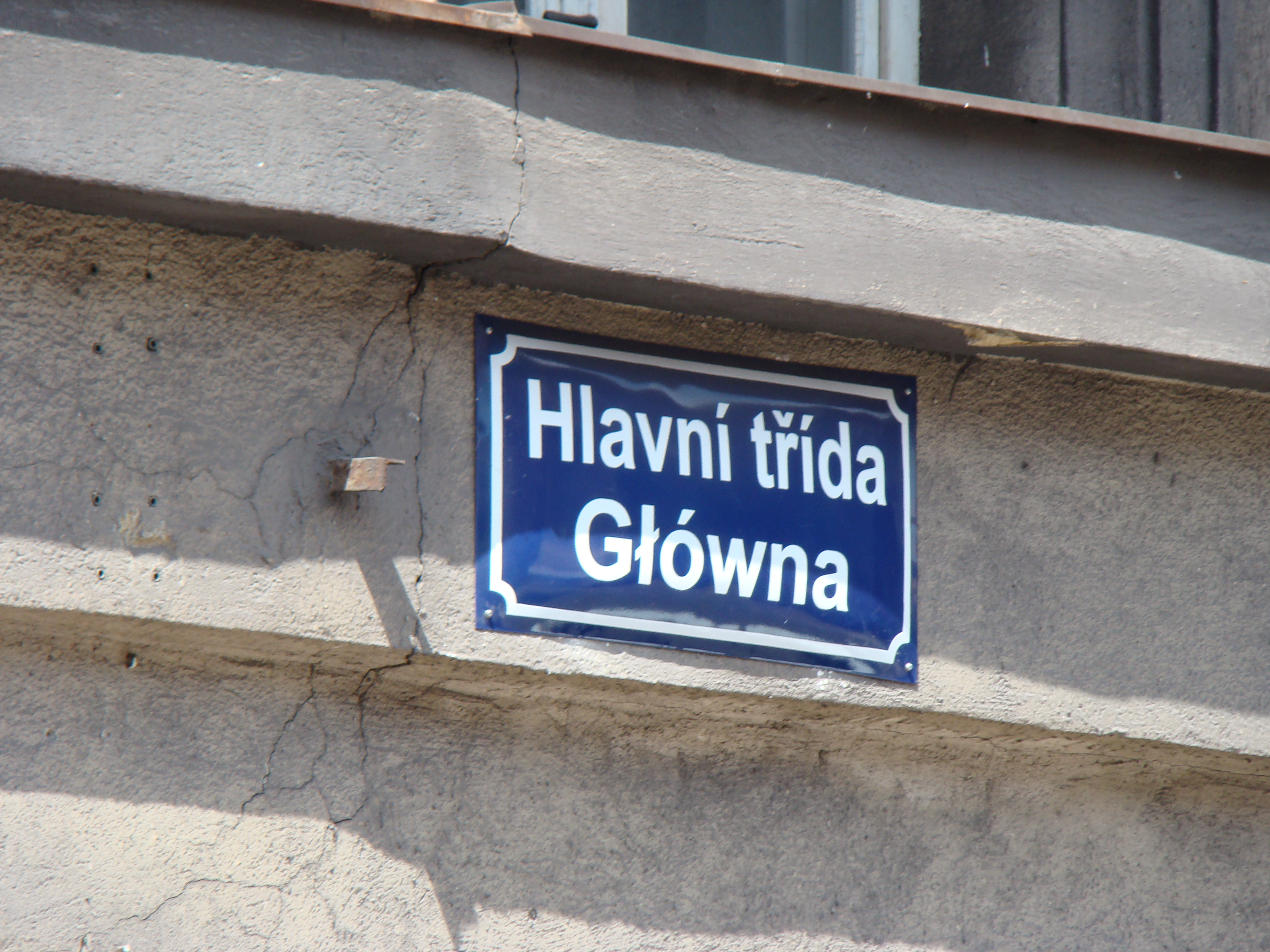
Czeska i polska nazwa ulicy w Czeskim Cieszynie

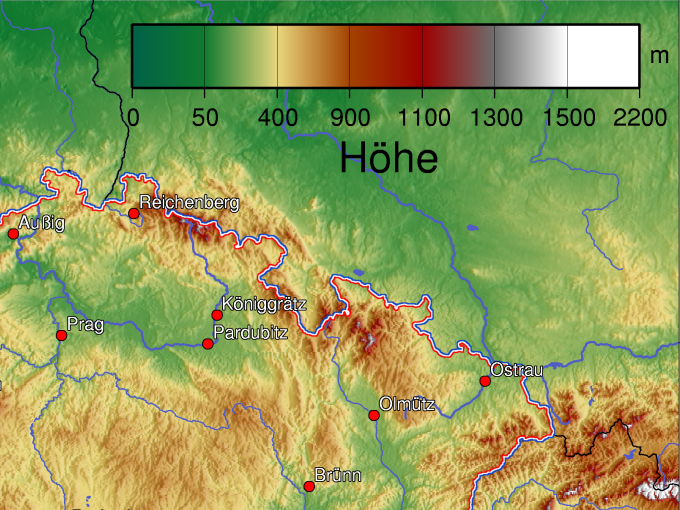
Zaolzie i Brama Morawska, nizinne pogranicze czesko-polskie

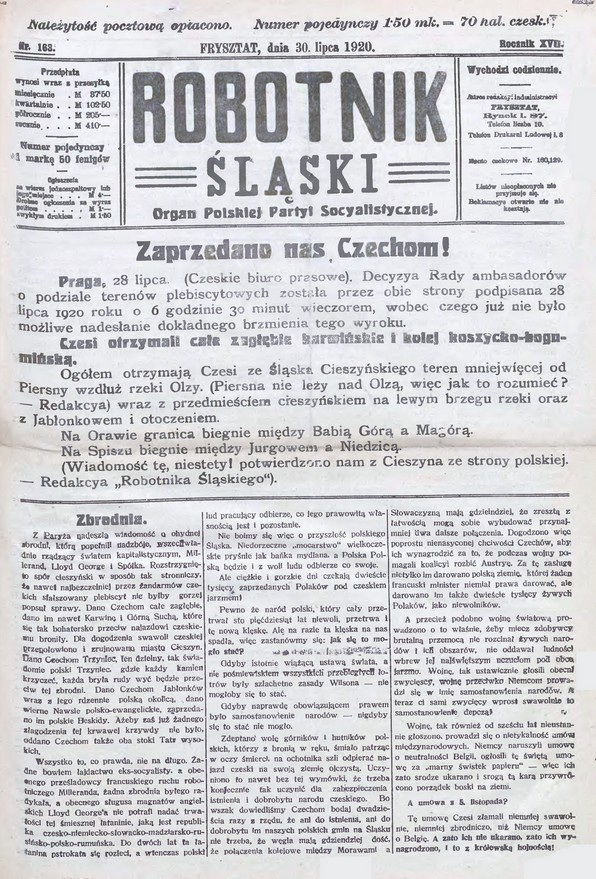
„Robotnik Śląski” z informacją o decyzji Rady Ambasadorów 28 lipca 1920 o podziale Śląska Cieszyńskiego

Przez większą część historii Księstwo Cieszyńskie stanowiło lenno Królestwa Czech. Polskie odrodzenie narodowe wśród ludności polskiej nastąpiło po Wiośnie Ludów, a po 1860 nastąpił swobodny rozwój języka polskiego w szkołach, urzędach i kościołach. Początkowo miejscowi Polacy i Czesi współpracowali ze sobą walcząc z germanizacją, z czasem jednak dochodziło do coraz częstszych konfliktów.
Termin „Zaolzie” powstał w okresie międzywojennym w wyniku polsko-czechosłowackiego konfliktu zbrojnego w 1919 i w konsekwencji arbitralnego podziału w 1920 dawnego habsburskiego Księstwa Cieszyńskiego, zamieszkanego w dużej mierze przez ludność polską. Wtedy to pojęcie oznaczało tereny Śląska Cieszyńskiego położone „za Olzą”, na których według wcześniejszych austriackich spisów ludności znacząco przeważała ludność polskojęzyczna, a które przyznano Czechosłowacji. Obszar ten obejmował dawne austriackie powiaty cieszyński, frysztacki oraz część frydeckiego. Szczególnie komplikowała się sytuacja w Zagłębiu Karwińskim, gdzie ścierały się dynamicznie rosnące interesy gospodarcze i dokąd docierało wielu imigrantów z Galicji (około 12% całej populacji Śląska Cieszyńskiego). Byli oni przez Czechów często przywoływani i obwiniani o polonizację rdzennie czeskiego regionu, podczas gdy nierzadko łatwiej ulegali czechizacji niż rdzenni polscy Ślązacy.
Czechosłowacji zależało głównie na utrzymaniu linii kolejowej przebiegającej przez (czeski) Cieszyn. Było to jedno z czterech połączeń między zachodnią częścią kraju (Czechami i Morawami) a wschodnią (Słowacją). 

### Konflikt o Śląsk Cieszyński 1919–1920
W listopadzie 1918 kontrolę nad administracją przejęły w imieniu Polski Rada Narodowa Księstwa Cieszyńskiego, a Czechosłowacji – Zemský národní výbor pro Slezsko, wykorzystując m.in. dezorientację miejscowych Niemców i ślązakowców. Obie te organizacje, bez udziału władz centralnych, podzieliły swoje strefy wpływów w porozumieniu z dnia 5 listopada 1918, co nie spotkało się z zadowoleniem rządu praskiego. Strona czechosłowacka rozpoczęła już w grudniu 1918 przygotowania do zbrojnego rozwiązania konfliktu granicznego. Do ataku doszło 23 stycznia 1919, kilka dni po rozpoczęciu się konferencji pokojowej w Paryżu i trzy dni przed planowanymi polskimi wyborami parlamentarnymi. Po nierozstrzygniętej bitwie pod Skoczowem pod naciskiem Ententy nastąpiło zawieszenie broni. Kwestię konfliktu oddano pod dyskusję Rady Najwyższej konferencji paryskiej i wyznaczono nową, korzystniejszą, ale niezadowalającą dla Czechosłowacji linię demarkacyjną. Jeszcze w marcu 1919 większość członków Rady Najwyższej skłaniało się do decyzji przyznania Czechosłowacji całych powiatów frysztackiego i cieszyńskiego, a przyznaniu Polsce jedynie powiatu bielskiego. Nie doszło do tego dzięki staraniom premiera Ignacego Paderewskiego. Strona czechosłowacka optowała za podziałem maksymalnie na linii Wisły. 11 kwietnia 1919 roku Sejm jednomyślnie uchwalił rezolucję, głoszącą, że Ziemie Śląska Cieszyńskiego jako niewątpliwie polskie i przez ludność czysto polską w olbrzymiej większości zamieszkane, żadną miarą za sporne poczytane być nie mogą.
Ostatnią szansą na niearbitrażowy podział regionu były nieudane rozmowy między oboma państwami pod koniec lipca 1919 roku, gdzie strona polska zaproponowała plebiscyt na terenie powiatów cieszyńskiego i frysztackiego. Latem 1920 podczas ofensywy Tuchaczewskiego na Warszawę, czeski minister spraw zagranicznych Edvard Beneš wykorzystał sytuację Polski i przeforsował na konferencji w Spa, by o podziale Śląska Cieszyńskiego zadecydowały mocarstwa bez przeprowadzania plebiscytu, na co zgodził się premier Władysław Grabski, licząc na pomoc mocarstw w obliczu inwazji bolszewickiej na Polskę. Postulaty Beneša i prezydenta Tomáša Masaryka już wcześniej odnajdywały większy oddźwięk wśród zachodnich elit niż te podnoszone przez polskich delegatów, i tym razem decyzja mocarstw o podzieleniu Śląska Cieszyńskiego 28 lipca 1920 była korzystna dla Czechosłowacji (Czesi uzyskali polskie tereny, które przyznano pod ich zarząd po wojnie z 1919, całą strefę zdemilitaryzowaną oraz część resztek polskiego terytorium pozostawionych Polsce po wojnie z 1919 z miastami Trzyniec, Karwina, Jabłonków oraz lewobrzeżnymi dzielnicami Cieszyna) oraz oddali Czechosłowacji większość spornych terenów Spisza i Orawy. Polski rząd uznał decyzję Rady Ambasadorów ze względu na pogarszającą się sytuację na froncie wojny polsko-bolszewickiej, pod warunkiem przepuszczania przez Czechosłowację transportów z bronią dla Wojska Polskiego. Czechosłowacja, mimo deklaracji Edvarda Beneša w Spa, aż do Bitwy Warszawskiej żadnych transportów do Polski nie przepuściła. Żadna ze stron konfliktu nie była w pełni zadowolona z decyzji podziału Śląska Cieszyńskiego. Z punktu widzenia Polski po stronie czeskiej pozostało kilkaset tysięcy Polaków, w większości wysoce uświadomionych narodowo. Czesi liczyli na zwycięstwo w plebiscycie i przyznanie im całego regionu, co przy uwzględnieniu geografii obszaru plebiscytowego i wynikom opracowywanym w oparciu o gminy nie było niemożliwe.

### Po 1920

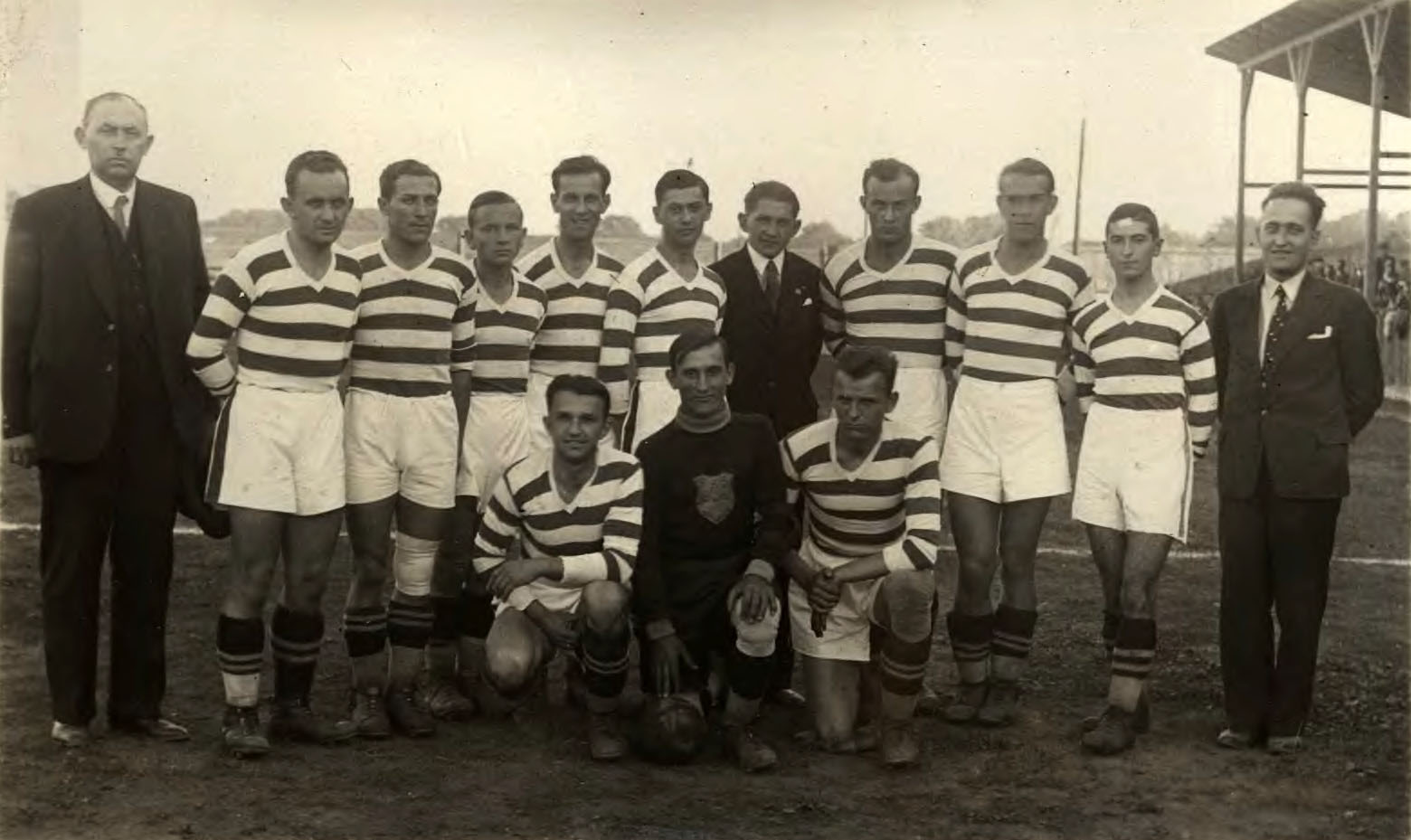
Polski Klub Sportowy Polonia Karwina

Po przekazaniu stronie czeskiej w 1920 r. terenów części Zaolzia zamieszkanych w większości przez ludność polską nowe władze rozpoczęły antypolską politykę wobec większości polskiej na tym terenie. Pierwszym tego zwiastunem był przeprowadzony przez władze czeskie (kilka miesięcy po podziale Zaolzia) spis powszechny, który fałszywie wykazał, że tutejszy element polski zmniejszył się w przeciągu kilku zaledwie lat o połowę. Próba marginalizacji Polaków przejawiała się także w zlikwidowaniu odrębności administracyjnej na tym terenie i włączeniu go w 1928 do kraju morawsko-czeskiego, a także w blokowaniu Polakom dostępu do władz samorządowych oraz likwidacji szkół polskich i otwierania w zamian czeskich (nawet tam, gdzie Polacy stanowili zdecydowaną większość). Antypolska polityka państwowa władz czeskich przyniosła zamierzone efekty (mimo silnego oporu działaczy polskich przeciwko uciskowi administracyjnemu i społecznemu) już 10 lat później – w 1930, liczba uczniów w szkołach polskich spadła aż o połowę, a także zmniejszył się odsetek Polaków w poszczególnych powiatach.
W 1923 r. był proponowany okręg Czeski Cieszyn (XXI; cz. župa Český Těšín). Do 1928 Zaolzie należało do Krainy Śląskiej (cz. Země Slezská), zaś od 1928 do 1938 należało do Krainy Morawskośląskiej (cz. Země Moravskoslezská). W 1924 do Czechosłowacji przyłączono przysiółek Jaworzynki, Herczawę.
Do 1937 w wyborach parlamentarnych najwięcej głosów wśród Polaków zamieszkujących Zaolzie zdobywała Komunistyczna Partia Czechosłowacji (do 40 procent).

### Przyłączenie Zaolzia do Polski w 1938

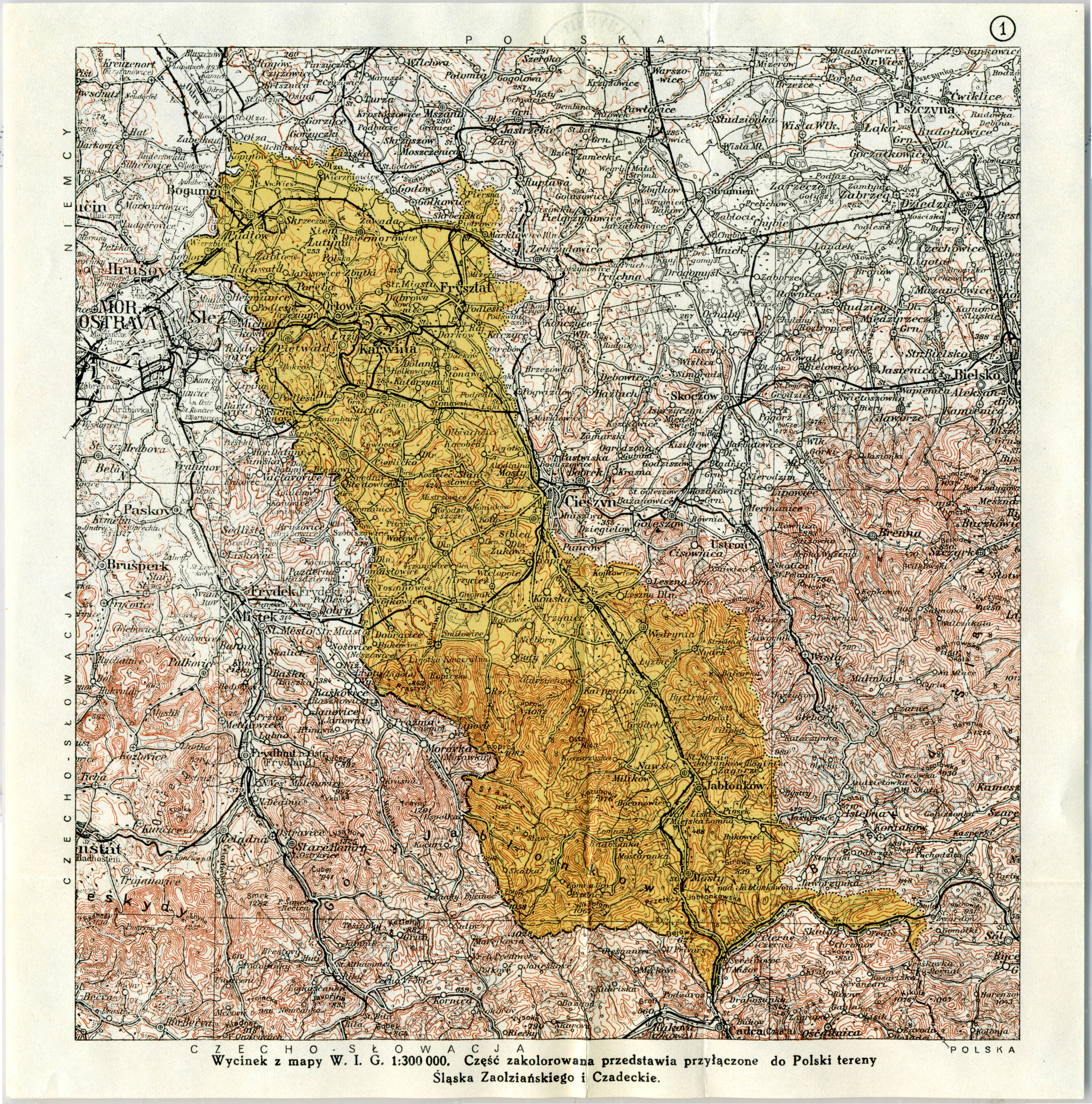
Tereny przyłączone do Polski w 1938 roku

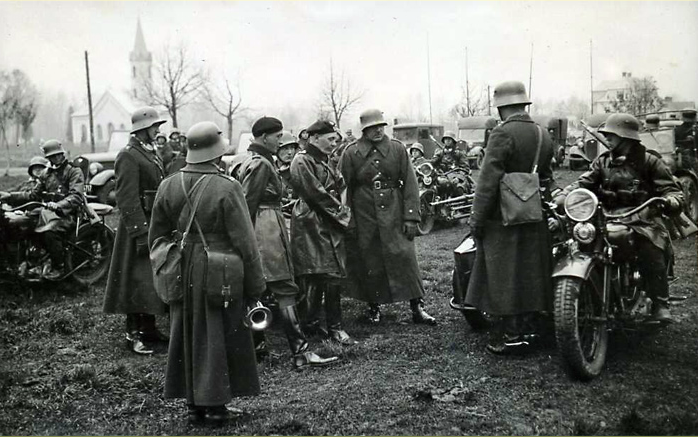
Stanisław Maczek wśród żołnierzy 10 Brygady Kawalerii podczas zajmowania Zaolzia w 1938 roku

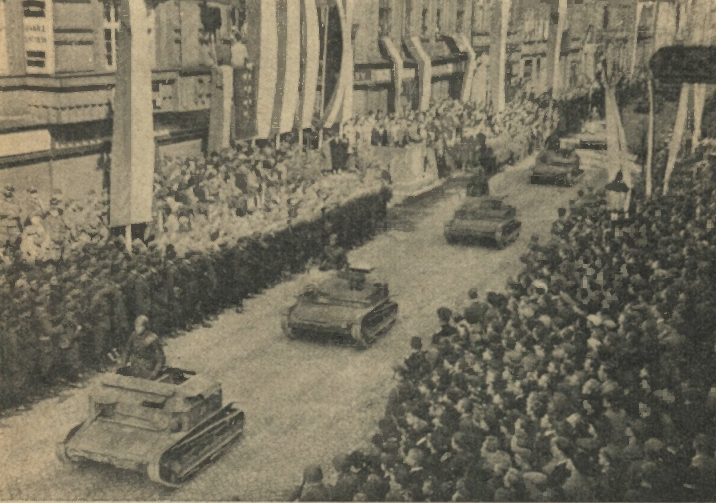
Wejście wojsk polskich do Cieszyna, widoczne tankietki TK-3

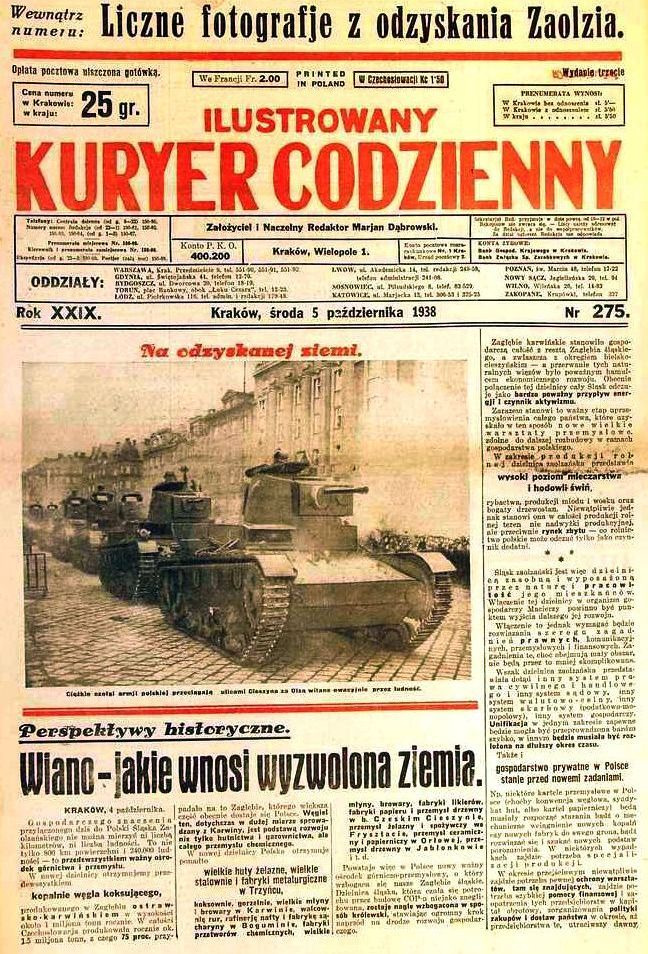
Defilada czołgów 7TP na ulicach Cieszyna w czasie zajęcia Zaolzia przez Wojsko Polskie w 1938 na okładce Ilustrowanego Kuryera Codziennego

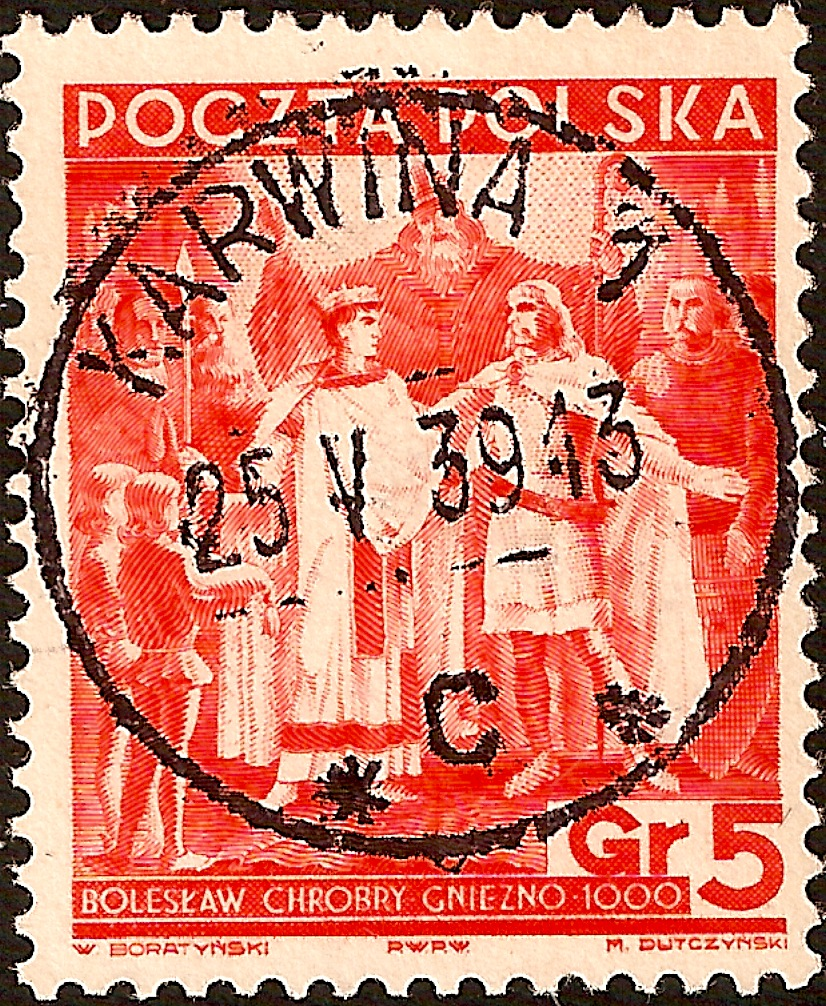
Znaczek ze stemplem Poczty Polskiej w Karwinie na Zaolziu, 1939

Obserwując sytuację międzynarodową w Europie, a zwłaszcza postawę krajów zachodnich wobec zaogniających się stosunków między III Rzeszą a Czechosłowacją, władze polskie podjęły przygotowania do ewentualnego zajęcia Zaolzia w wypadku, gdyby Niemcy zdecydowali się wkroczyć na tereny zamieszkane przez tzw. Niemców sudeckich. We wrześniu rozpoczęto organizować Samodzielną Grupę Operacyjną „Śląsk” pod dowództwem gen. Władysława Bortnowskiego, liczącą ponad 35 tys. żołnierzy z czołgami oraz ciężką artylerią i rozlokowywać oddziały w pobliżu granicy z Czechosłowacją. 24 września w Skoczowie ulokowano siedzibę Sztabu Dowódcy Lotnictwa, a do 28 września podległe mu eskadry lotnictwa rozlokowano na pobliskich lotniskach polowych, m.in. w Aleksandrowicach koło Bielska, w Lipowej koło Żywca, Ochabach i Hermanicach.
Równocześnie już od 24 września 1938 zostały wszczęte przez tajną polską organizację „B” działania dywersyjne, których organizatorem był II Oddział Sztabu Głównego, a bezpośrednio kierował mjr Ankerstein z Ekspozytury nr 2 tegoż Oddziału. W skład dywersantów wchodziła głównie młodzież po przeszkoleniu i zaopatrzeniu w broń w Polsce. W 25 akcjach – głównie napadach na budynki publiczne – zginęły 3 osoby, a 14 zostało rannych. Sztab planował też powstanie organizacji „A”, która miała mieć charakter nie zbrojny, a społeczno-polityczny, lecz nic z tych planów nie wyszło.
Po zakończeniu konferencji monachijskiej 30 września 1938 i uznaniu przez rząd Czechosłowacji cesji terytorialnych na rzecz Niemiec, gwarantowanych przez Francję, Niemcy, Wielką Brytanię i Włochy, Polska zażądała 30 września 1938 o godz 23:45 od rządu Czechosłowacji korekty granicy polsko-czechosłowackiej na terenie Zaolzia na zasadzie rozgraniczenia etnicznego. Po zgodzie rządu Czechosłowacji, Polska rozpoczęła 2 października 1938 r. zajmowanie okupowanego w 1919 i przejętego bez plebiscytu przez Czechosłowację (w konsekwencji konferencji w Spa i decyzji Rady Ambasadorów) obszaru, zorganizowanego przez władze praskie w powiat Czeski Cieszyn (dawniej Bezirk Teschen oraz części Bezirk Freistadt i Bezirk Friedek).
Po uzgodnieniu spraw związanych ze zmianami granicznymi na teren Zaolzia wstąpiły, witane przez polską społeczność, oddziały Wojska Polskiego pod dowództwem gen. Władysława Bortnowskiego. Główna ceremonia powitania miała miejsce na moście granicznym nad Olzą w Cieszynie. Zajęcie Zaolzia odbyło się etapami, planowo do 11 października, przy czym na prośbę czeską zmieniono termin zajęcia ważnego węzła kolejowego i miasta Bogumina (z powodu mylnej obawy, że wkroczą tam Niemcy). Zrezygnowano z planowanego plebiscytu w powiecie frydeckim, zajmując jedynie trzy gminy z jego obszaru (Szonów, część Wojkowic i Żermanice) – we wszystkich z nich dominowała ludność czeska. Dokonano też niebawem drobnej korekty granicy: wymieniono zajętą Morawkę, z w większości czeską ludnością, za części gmin w zagłębiu ostrawsko-karwińskim: Gruszów, Herzmanice, Michałkowice, Radwanice i Śląska Ostrawa. 25 października w odpowiedzi na atak na polską komisję na Orawie zajęto przedwcześnie przylegające do Zaolzia na południu części słowackich wsi Świerczynowiec, Czerne i Skalite, w procesie czego zginęło dwóch polskich żołnierzy.
Wcielony obszar miał powierzchnię 906 km² – ogólnie teren zajęty w 1938 na Zaolziu był nieco większy, niż ten z umowy z 1918 roku. Zamieszkało go około 218 tysięcy osób, z tego 200 tysięcy Polaków, 10 tysięcy Czechów (po opuszczeniu go przez 35 tysięcy) i 8 tysięcy Niemców. Administracyjnie kraina znalazła się, podobnie jak reszta Śląska Cieszyńskiego, w granicach województwa śląskiego, w powiatach cieszyńskim (początkowo cieszyńskim zachodnim) i nowo powstałym frysztackim. Na przyłączonych terenach władze polskie rozpoczęły usuwanie z pracy i wydalanie za granicę Czechów (w sumie około 20 tys.) i w mniejszym stopniu Niemców. Wprowadzono polskie ustawodawstwo. Sprawy bezpieczeństwa i porządku publicznego przejął autonomiczny Korpus Policji Województwa Śląskiego z komendą w Katowicach. Na objętym terenie utworzono w tym celu nowe komendy, komisariaty i posterunki policji z 670 etatami.
Lokalne przedsiębiorstwa starano włączyć w organizm gospodarczy Polski. Do kierowania nimi, a także jednostkami administracji państwowej, placówkami pocztowymi, szkołami itp. w miejsce Czechów i Niemców ściągano specjalistów z Polski, głównie z terenu dawnego pruskiego Górnego Śląska. Było wśród nich wielu Zaolziaków, którzy byli zmuszeni do opuszczenia Zaolzia po przejęciu go przez Czechosłowację w 1920 r. Zwalczaniem polskiej administracji na Zaolziu zajmowała się czeska organizacja konspiracyjna Slezský odboj. Celem przejęcia i zorganizowania lasów zaolziańskich oraz zespolenia ich z obszarem II RP działał w osobie nadzwyczajnego delegata na województwo śląskie, dyrektor Lasów Państwowych we Lwowie, inż. Konrad Szubert (delegowany przez dyrektora naczelnego Lasów Państwowych Adama Loreta), który pełniąc tę funkcję zginął wskutek wypadku samochodowego 19 listopada 1938.
29 parafii katolickich zostało włączonych do diecezji katowickiej: 9 z dekanatu Jabłonków (Czeski Cieszyn, Łomna Górna, Jabłonków, Końska, Mosty, Ropica, Trzycież, Trzyniec, Wędrynia), 9 z frysztackiego (Bogumin (Stary), Dziećmorowice, Dąbrowa, Frysztat, Łąki, Lutynia Niemiecka, Nowy Bogumin, Piotrowice, Rychwałd), 7 z karwińskiego (Błędowice, Sucha Górna, Karwina, Orłowa, Sucha Średnia, Stonawa, Cierlicko), 1 ze śląskoostrawskiego (Pietwałd) i 3 z frydeckiego (Dobracice, Domasłowice, Gnojnik). Z kolei zbory Śląskiego Kościoła Ewangelickiego Augsburskiego Wyznania zostały zgodnie (jednak niejednomyślnie) z decyzją Zgromadzenia Synodalnego z 7 listopada 1938 włączone do senioratu śląskiego Kościoła Ewangelicko-Augsburskiego w RP. Odpływ ludności czeskiej uniemożliwiał dalsze normalne funkcjonowanie Kościoła Czechosłowackiego, którego trzy zbory znalazły na zaanektowanym obszarze (w Pietwałdzie, Rychwałdzie i Dąbrowej). Z pozostałych na Zaolziu około 9 tysięcy jej wiernych według oceny kurii katowickiej jedną trzecią stanowili Czesi, natomiast resztę słabo uświadomieni Polacy, często imigranci z Galicji. Rywalizację o zawłaszczenie dobra materialnego tego Kościoła i pozyskanie ich wiernych rozpoczęli miejscowi katolicy i ewangelicy, jednak jedynie świątynia w Rychwałdzie została przed wojną z sukcesem przydzielona Kościołowi katolickiemu.

### Ocena historyczna zajęcia Zaolzia
Polskie ultimatum wobec Czechosłowacji w mocarstwach zachodnich spotkało się z potępieniem i miało negatywny wpływ na reputację Polski. Odzyskanie przez Polskę etnicznie polskich ziem Śląska Cieszyńskiego było wówczas i pozostaje nadal uznawane za wpisanie się w politykę roszczeń terytorialnych III Rzeszy, pomimo że było konsekwencją cesji terytorialnych Czechosłowacji wobec Niemiec, przyjętych przez rząd Czechosłowacji i zaakceptowanych przez mocarstwa zachodnie na konferencji monachijskiej.
Dla wielu Zaolzian akt zajęcia stanowił dokonanie się sprawiedliwości dziejowej i odsunięcie zagrożenia wynarodowieniem. Podobnie jednak jak wcześniej w przypadku Górnego Śląska po początkowym okresie euforii wśród ludności polskiej pojawiło się rozczarowanie, spowodowane konfliktami między przybyłą ludnością z głębi Polski a autochtonami, co znalazło odzwierciedlenie w haśle Zaolzie dla Zaolzian. Zwracano też uwagę na zbyt daleko idące działania antyczeskie, za które często odpowiedzialni byli mieszkańcy wygnani stamtąd po 1920, chcący się za to zemścić.
Zajęcie Zaolzia przez Wojsko Polskie w 1938 opisał Melchior Wańkowicz w obszernym szkicu pt. Fanfara Zaolziańska, opublikowanym w II wydaniu książki Sztafeta (ukazała się na przełomie 1938 i 1939).

### II wojna światowa
Sprawa Zaolzia powracała także podczas II wojny światowej, w czasie której było ono wcielone bezpośrednio do tzw. Wielkich Niemiec, do Okręgu Rzeszy Śląsk (od 1941 do Okręgu Rzeszy Górny Śląsk), do rejencji katowickiej, do Powiatu Teschen-Freistadt, od 29 grudnia 1939 pod nazwą Powiat Teschen. Od początku wojny na terenie Zaolzia działały polskie organizacje podziemne Organizacja Orła Białego oraz Armia Krajowa.
W dniach 11 do 23 grudnia 1939 r. przeprowadzono policyjny spis ludności (tzw. palcówka, niem. Fingerabdruck). Niemcy nie nalegali bezwzględnie na przyznawanie się do niemieckości i dopuszczono możliwość deklaracji narodowościowej śląskiej. W granicach Zaolzia narodowość śląską zadeklarowało 78 285 osób (36,6%, a w bardzo proczeskiej Herczawie 100%), a polską 51 499 (24,1%). W przekonaniu polskich obserwatorów częściowo potwierdzało to polskość Zaolzia, biorąc pod uwagę, że po opuszczeniu wcześniej przez Czechów po aneksji Zaolzia przez Polskę i jednocześnie przybyciu kilku tysięcy Polaków deklaracje śląskie (którą traktowali jako zakamuflowaną opcję polską) i polskie wyniosły łącznie 60,7%, odsetek podobny do tego z 1910 roku. Choć deklaracja narodowości czeskiej dawała pewne przywileje zadeklarowało ją dużo mniej, 44 597 (20,9%). Niemiecką narodowość zadeklarowało jedynie 38 408 (18%) co zawiodło władze hitlerowskie.

### Przyłączenie Zaolzia do Czechosłowacji w 1945
Od opuszczenia terenów Zaolzia przez Niemców pod koniec kwietnia 1945 do 9 maja 1945 działała polska administracja państwowa. Po wojnie władze czechosłowackie stwierdziły jednostronnie, że zatwierdzona przez rząd czechosłowacki w 1938 zmiana graniczna, następnie utwierdzona nową polsko-czechosłowacką umową graniczną, jest nieważna.
Ówczesne władze polskie zabiegały o znalezienie się Zaolzia w granicach polskich. 15 czerwca 1945 marsz. Michał Rola-Żymierski, zastępujący nieobecnego w kraju premiera, postawił stronie czechosłowackiej ultimatum. Po jego odrzuceniu oddziały polskie wkroczyły na Śląsk Cieszyński i zapowiedziano dalsze posuwanie się oddziałów za Olzę. Stalin odradził jednak delegacji polskiej przebywającej w Moskwie używania siły. Rokowania polsko-czechosłowackie w sprawie granicy prowadzono w Moskwie. Delegacja polska otrzymała z kraju stanowisko negocjacyjne, które brzmiało: Na Zaolziu bronić każdego kilometra między Morawską Ostrawą a Karwiną – kluczowe stanowisko dla koksu. Rokowania zakończyły się podpisaniem 10 marca 1947 układu o przyjaźni i pomocy wzajemnej z Czechosłowacją, który sprawę granic pozostawiał otwartą. Jeszcze w lipcu 1947 delegacja Polaków z Zaolzia podczas spotkania z Jakubem Bermanem w Warszawie usłyszała Rząd polski nie ma zamiaru organizować jakiegoś ruchu, niemniej jednak nie zrezygnuje z praw do Zaolzia.
13 czerwca 1958 rządy PRL i CSRS podpisały porozumienie ostatecznie, zostawiając Zaolzie w granicach Czechosłowacji. Strona czeska zobowiązała się przestrzegać praw polskiej mniejszości narodowej na Zaolziu (szkoły z polskim językiem nauczania, organizacje polskie, polskie gazety) oraz zrzekła się roszczeń do terytoriów znajdujących się pod władzą polską.
W 1945–1949 należało Zaolzie do Ekspozytury Śląskiej Krainy Morawskośląskiej. W 1949–1960 Zaolzie należało do kraju ostrawskiego, do powiatu Karwina, do powiatu Czeski Cieszyn i do powiatu Frydek-Mistek. Od 1960 Zaolzie należało do kraju północnomorawskigo, (od 2000 też do kraju morawsko-śląskiego), do powiatu Karwina i do powiatu Frydek-Mistek.

## Współczesność

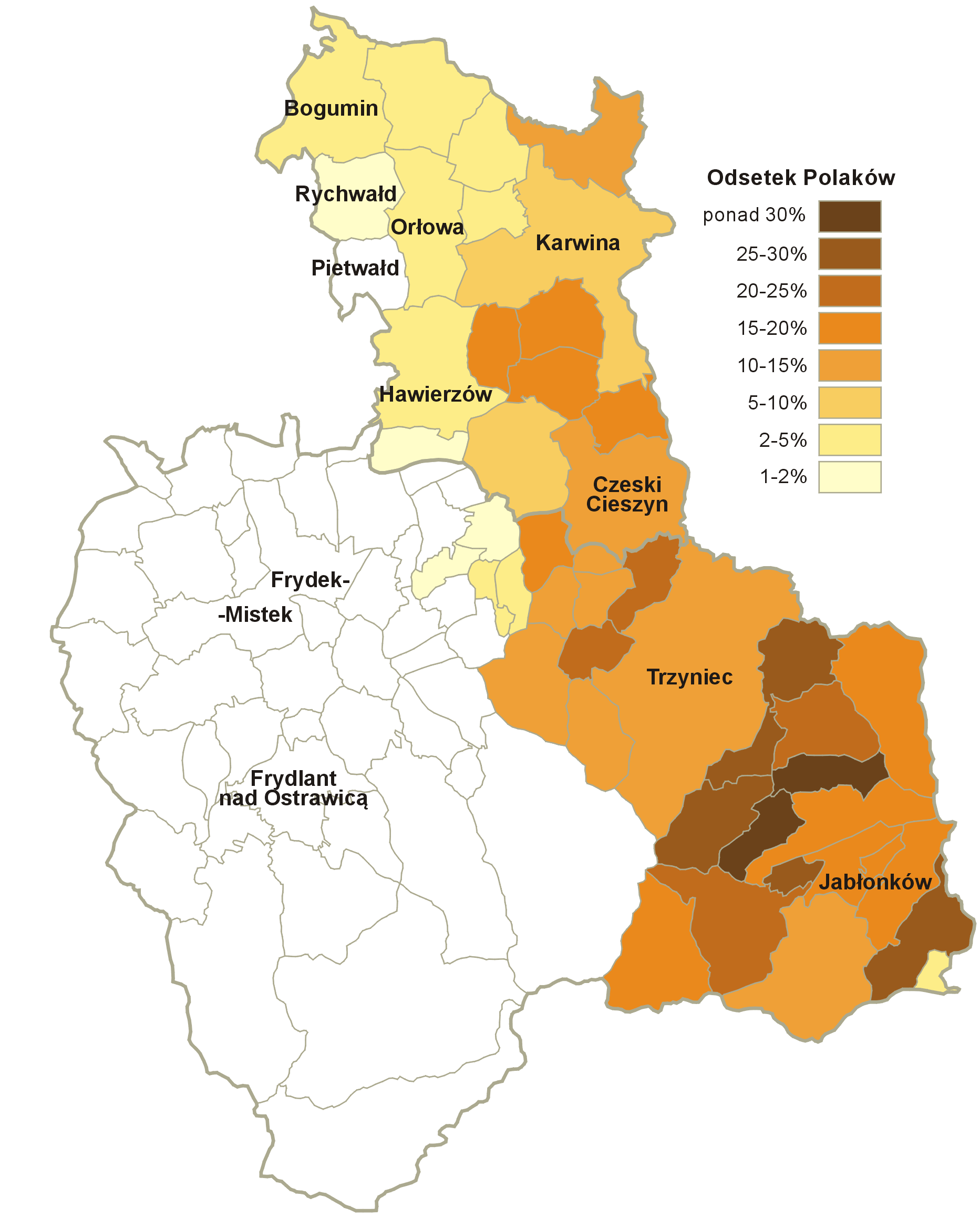
Odsetek Polaków w gminach (obec) okręgu Frydek-Mistek i Karwina na podstawie czeskiego spisu powszechnego z 2011 r.

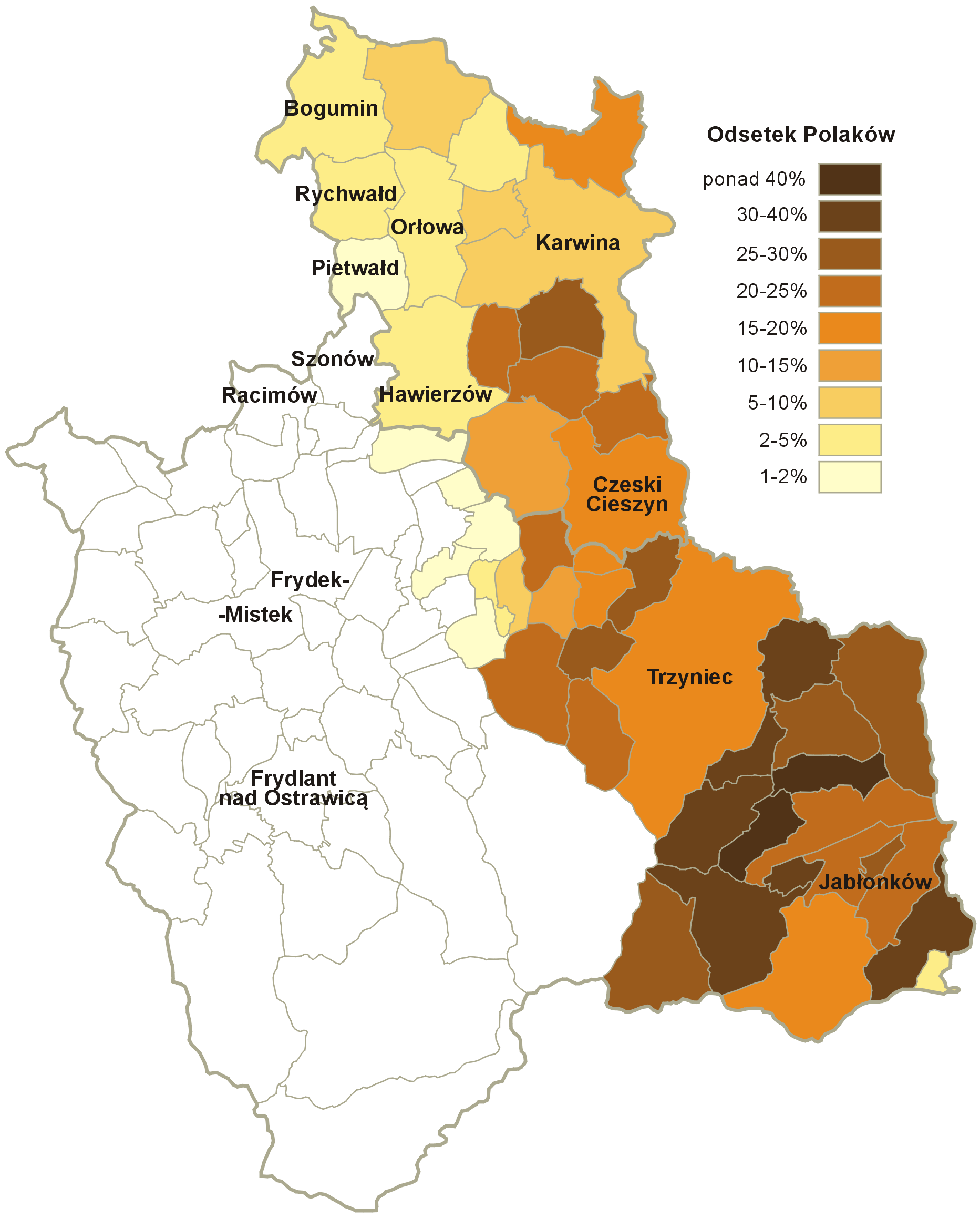
Odsetek Polaków w gminach (obec) okręgu Frydek-Mistek i Karwina na podstawie czeskiego spisu powszechnego z 2001 r.

Mimo nieprzychylnej przez dwa dziesięciolecia polityki władz czeskich (przed wojną), żyjący tam Polacy do dziś zachowali łączność z krajem, podtrzymując swoją miejscową gwarę, zaliczaną do śląskiego dialektu języka polskiego oraz oryginalną kulturę. W 2001 zadeklarowało narodowość polską 51968 osób w Czechach, w tym 38908 w kraju morawsko-śląskim, w 2011 liczba Polaków w Czechach spadła do 39269 osób, w tym 28430 w kraju morawsko-śląskim.
Życie polskiej mniejszości skupione jest wokół organizacji Polskiego Związku Kulturalno-Oświatowego (PZKO). Współżycie polskiej mniejszości z czeską większością nie odbywa się bez tarć. W 2013 miejscowi Polacy wydali polskojęzyczną mapę Zaolzia z zaznaczonymi granicami z 1918 i 1938, co wywołało kontrowersje.

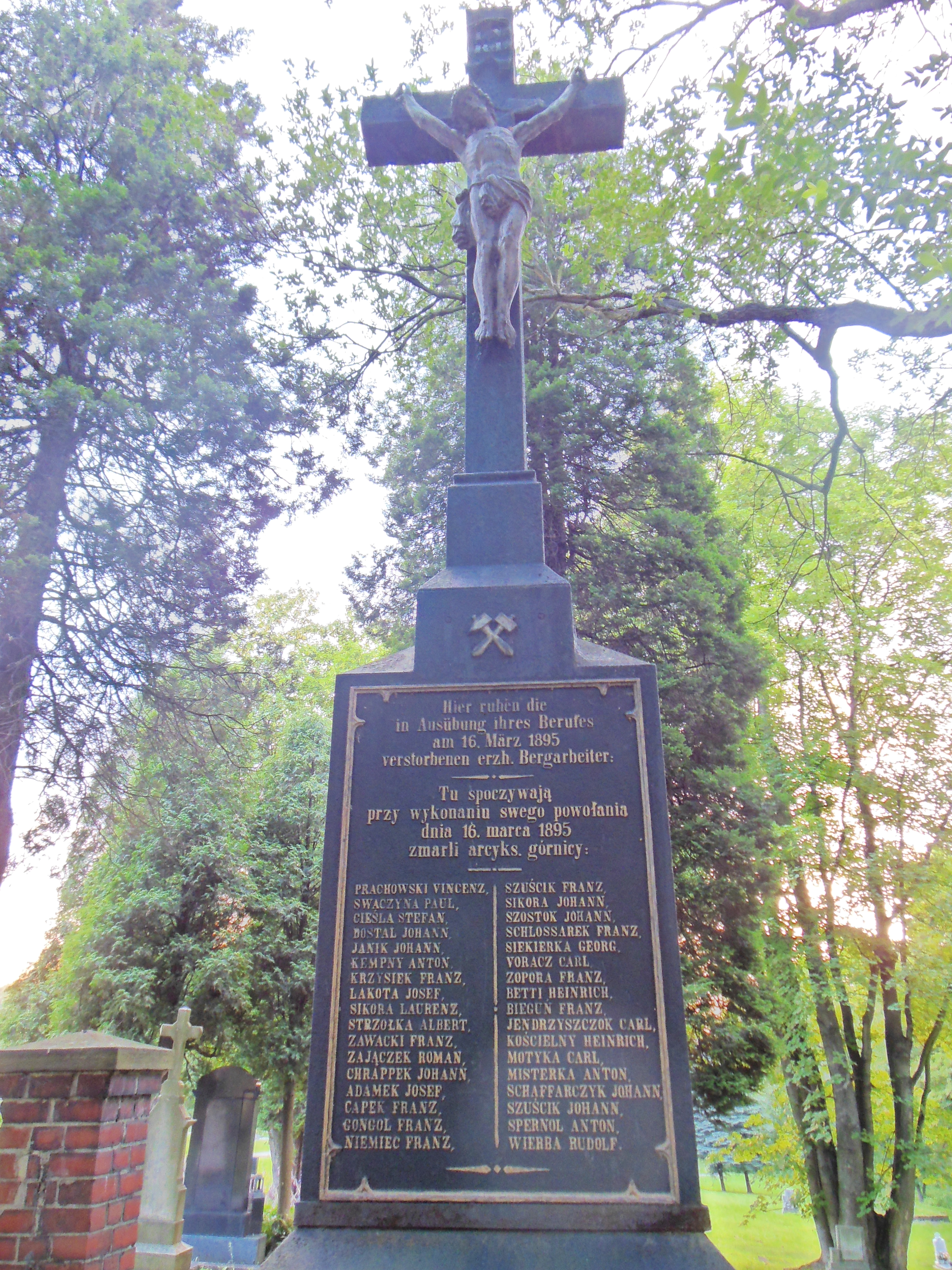
Karwina
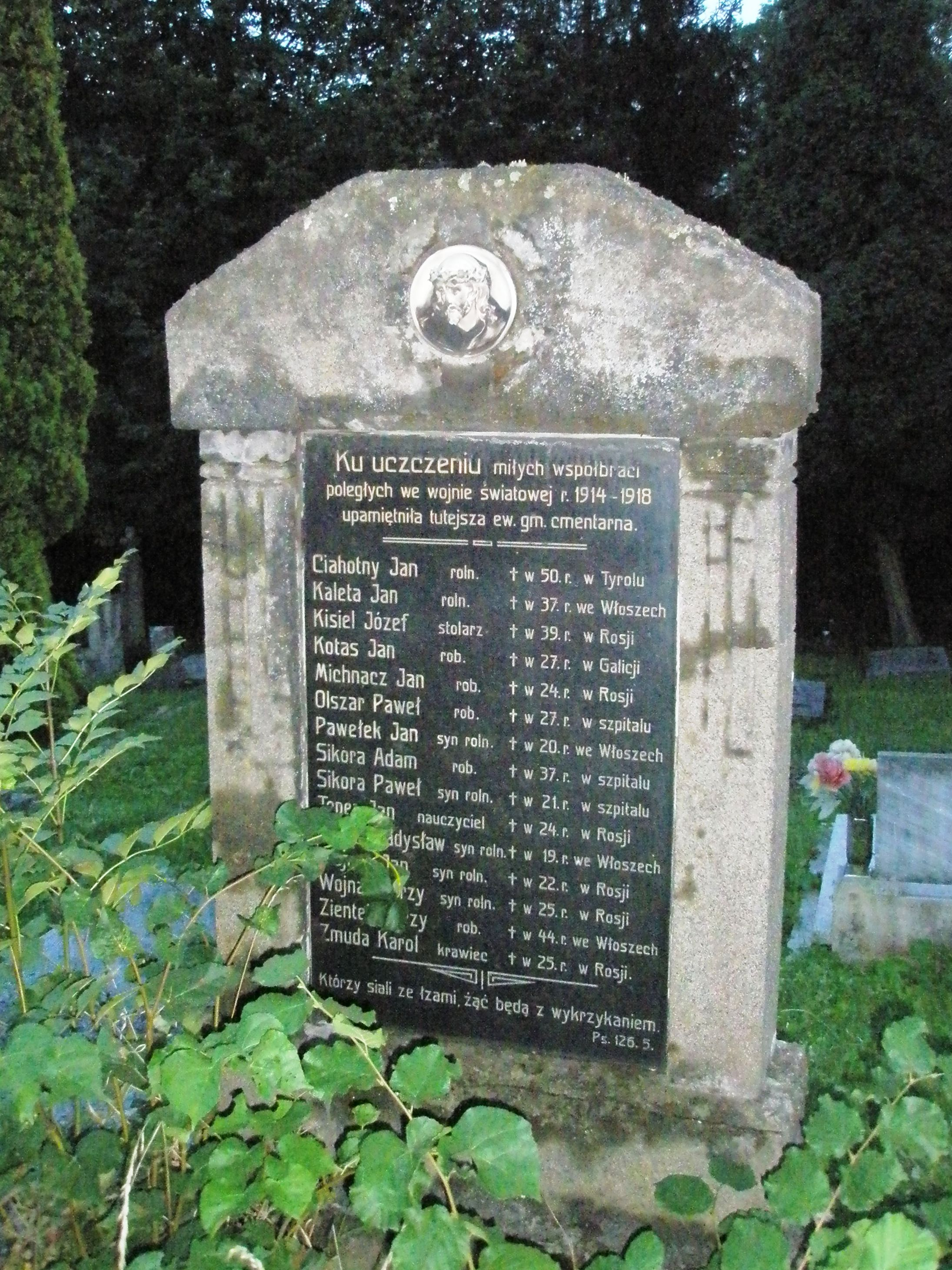
Żuków Dolny
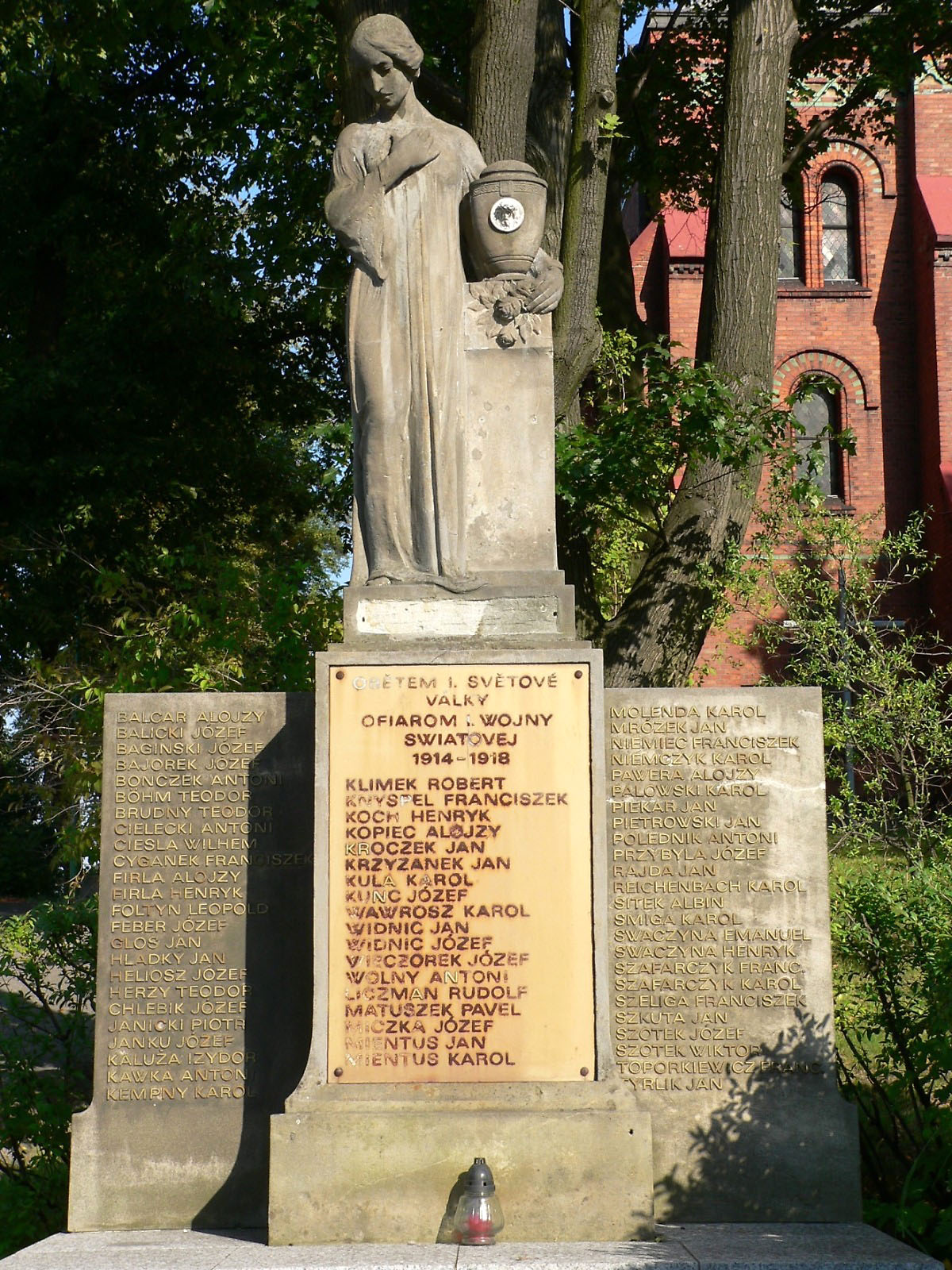
Stonawa
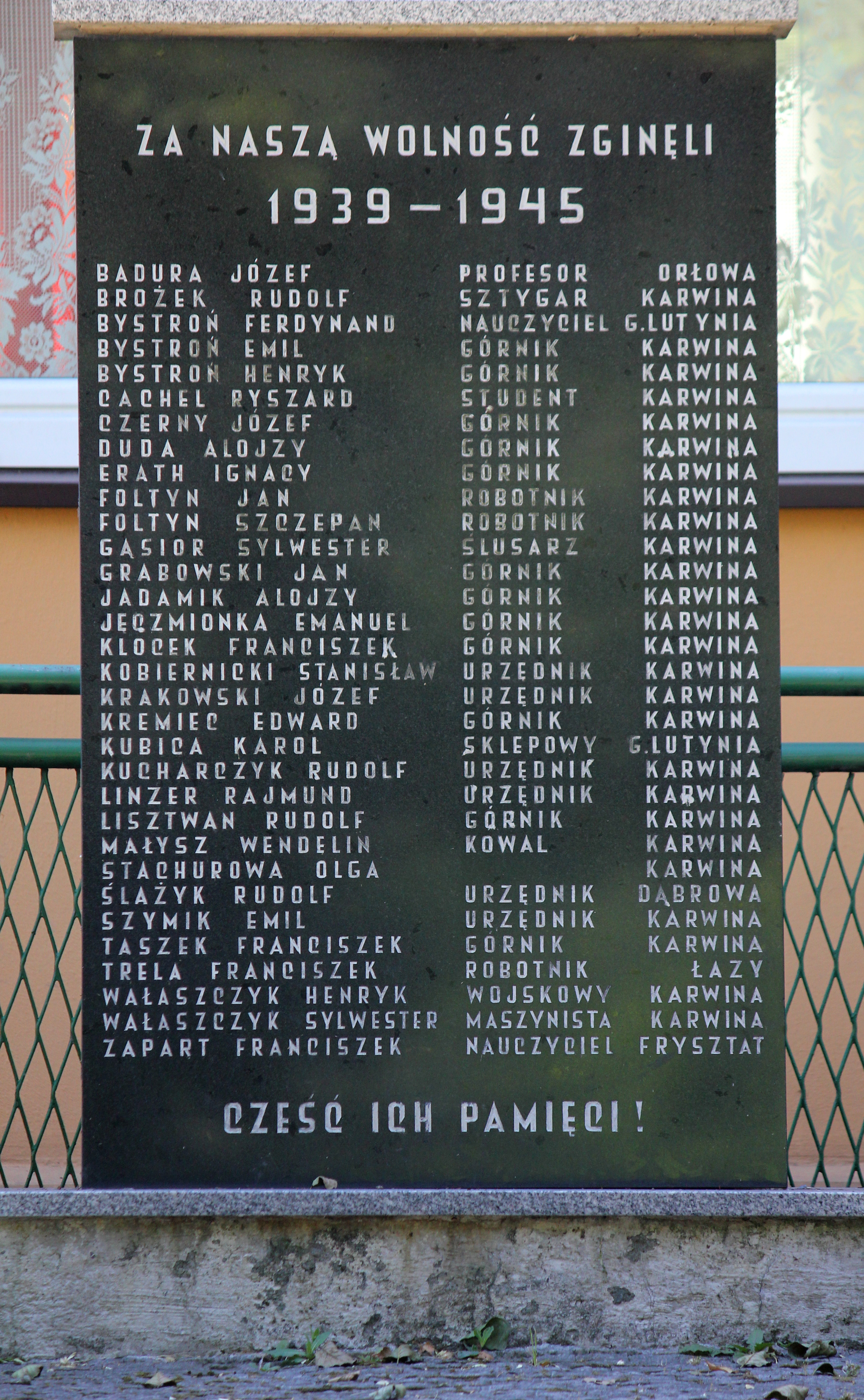
Karwina
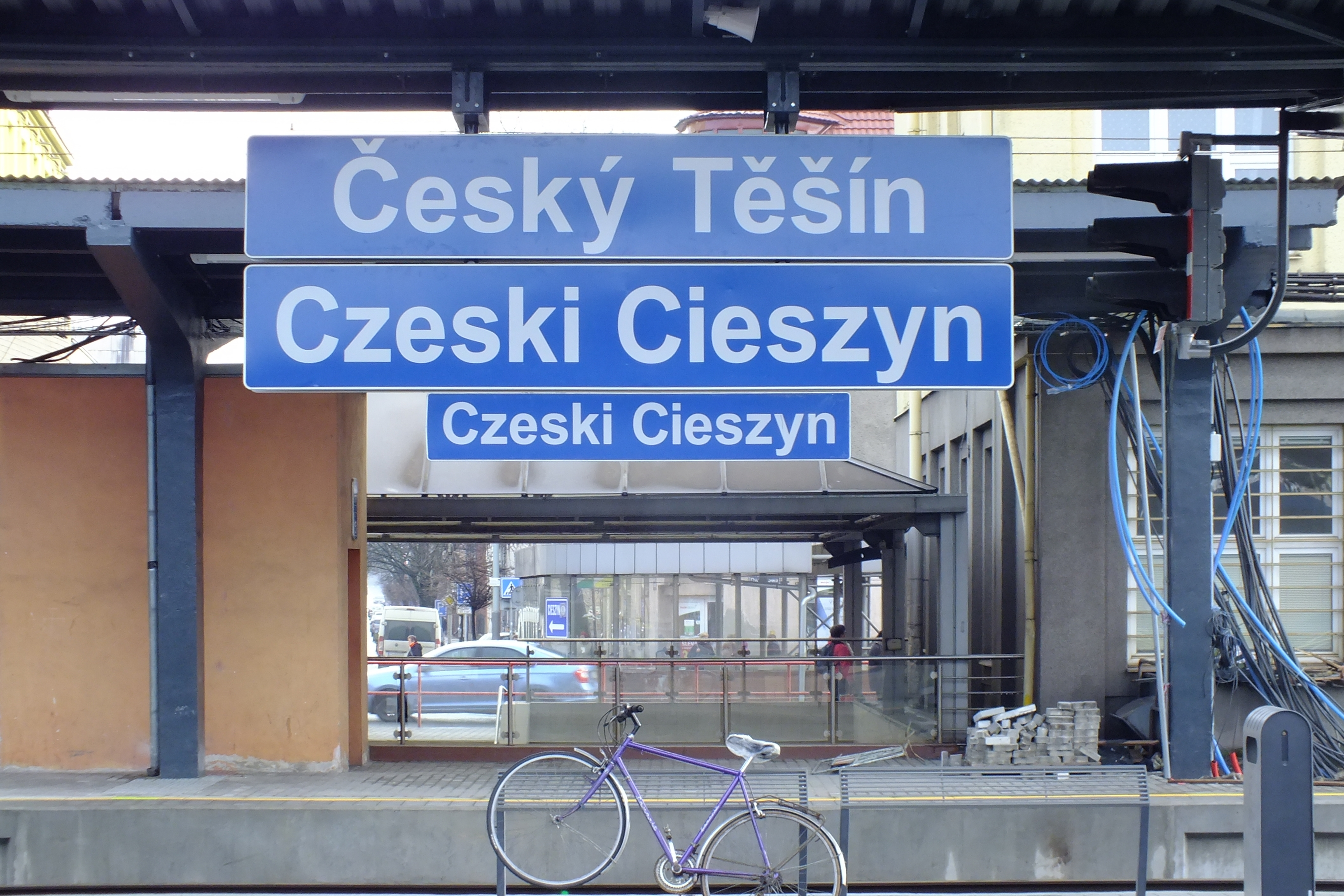
Czeski Cieszyn
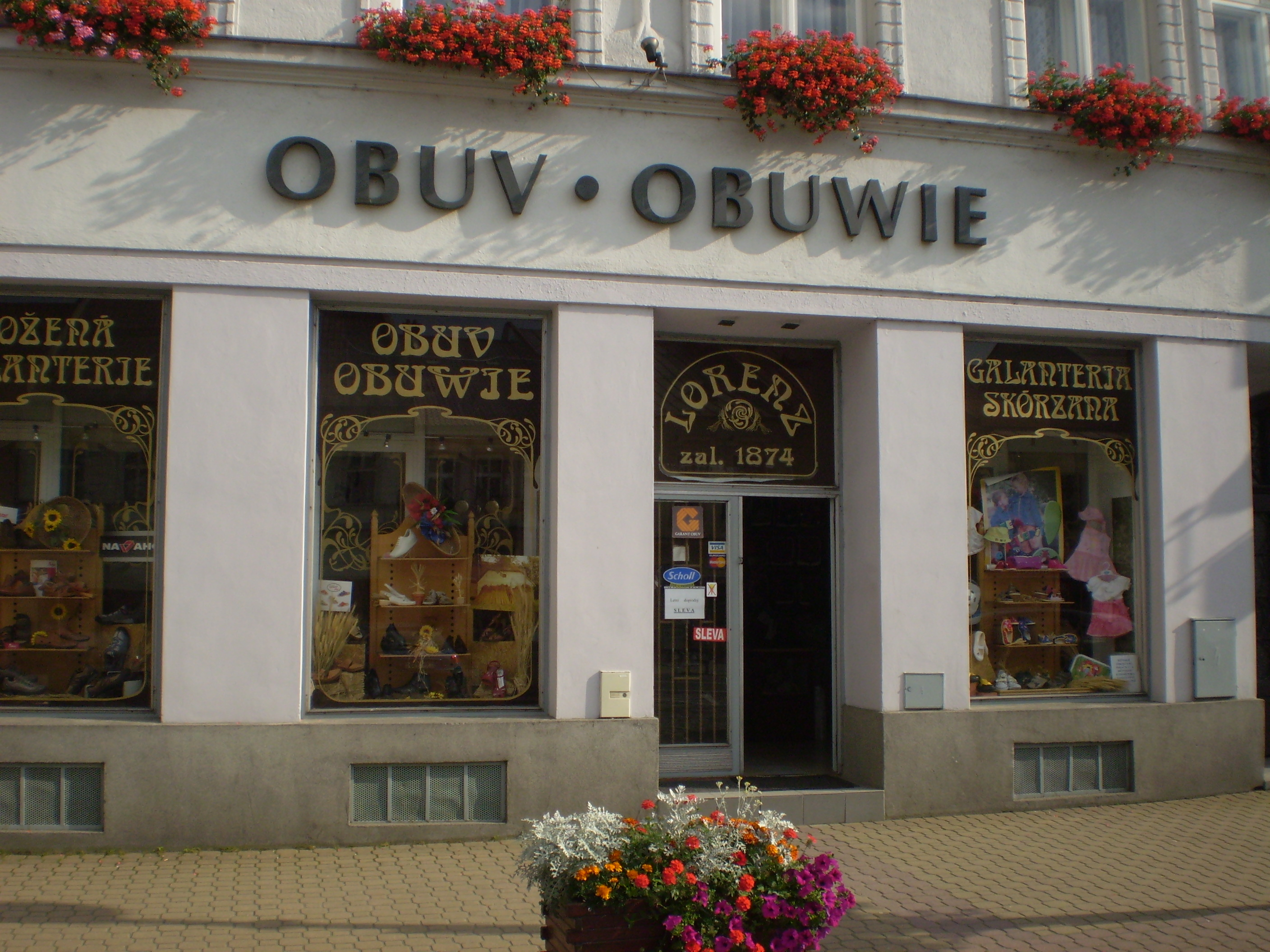
Jabłonków
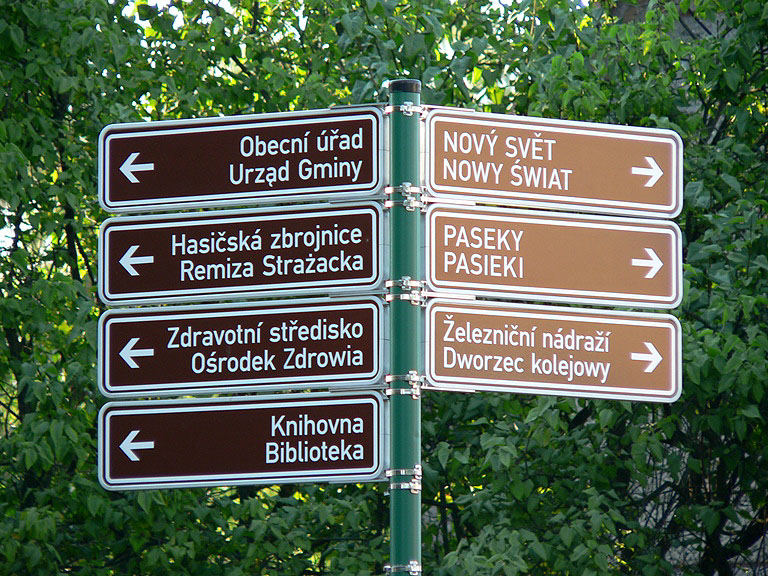
Olbrachcice
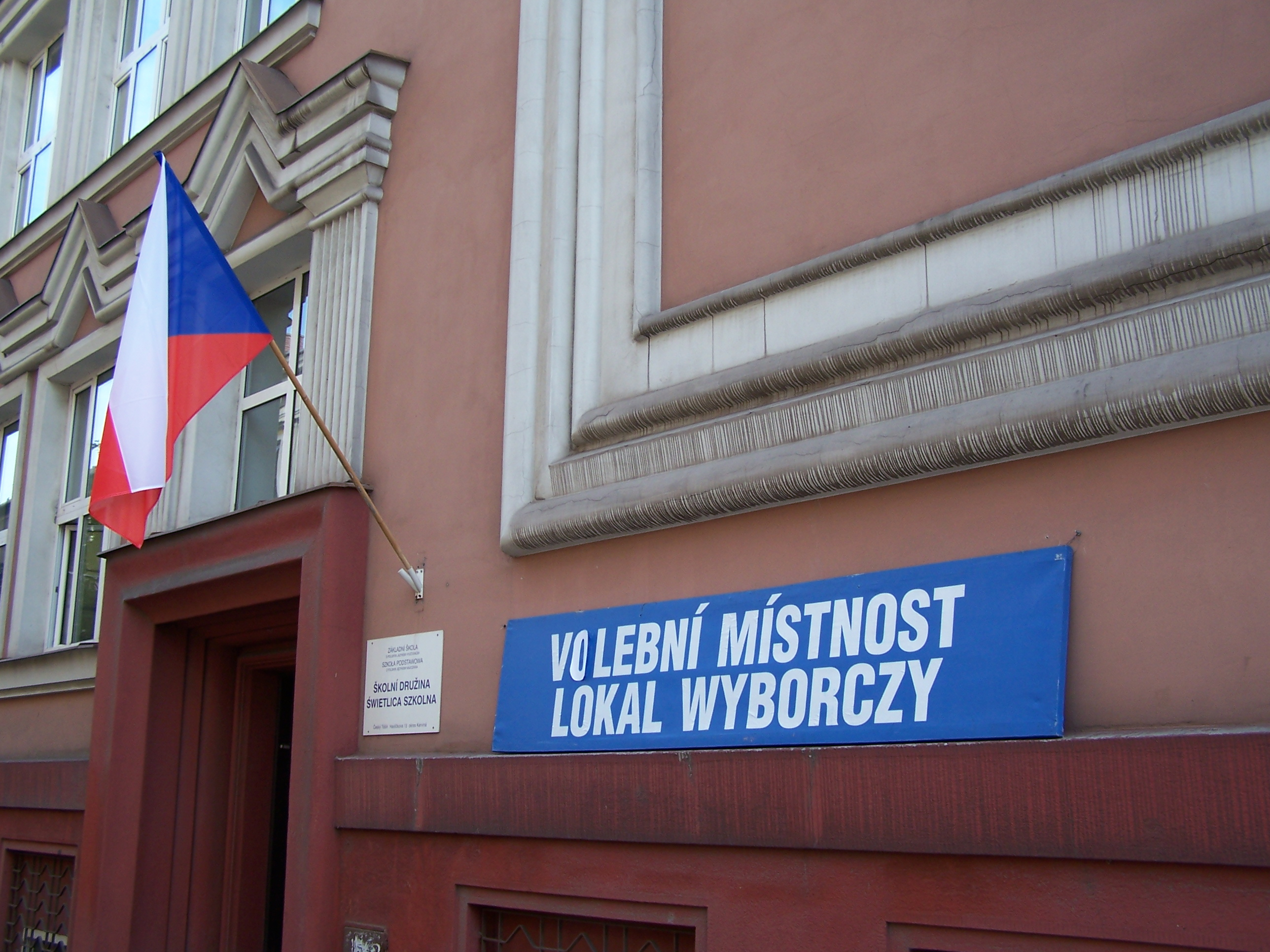
Czeski Cieszyn
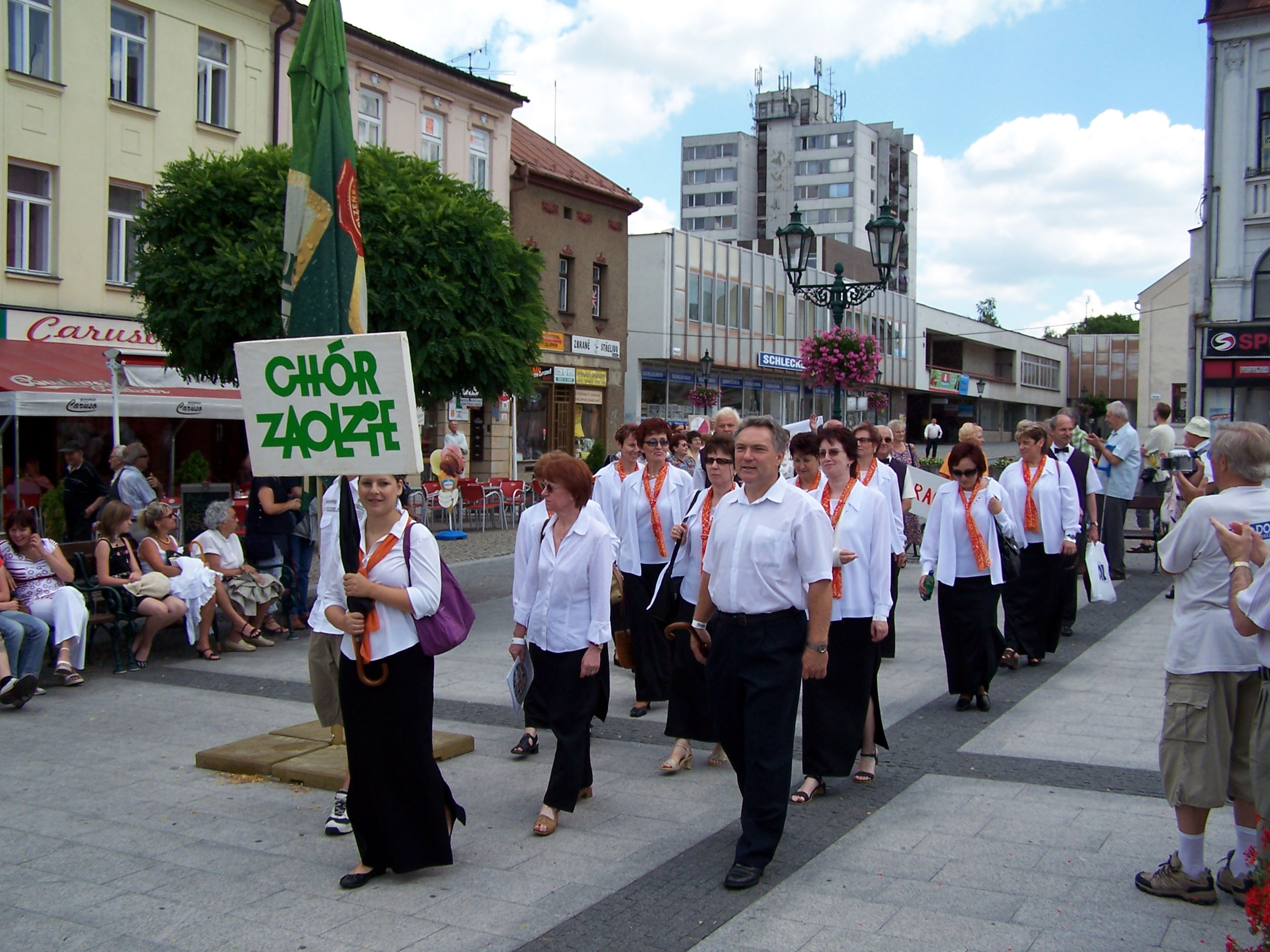
Jubileuszowy Festiwal PZKO 2007 w Karwinie

## Znani Polacy pochodzący z Zaolzia
- Józef Berger
- Ludwik Brożek
- Jerzy Buzek – urodził się w Śmiłowicach
- Józef Chlebowczyk
- Adam Cienciała
- Jerzy Cienciała
- Andrzej Cinciała
- Ewa Farna
- Henryk Flame
- Antoni Gaweł
- Stanisław Hadyna
- Józef Kiedroń
- Władysław Kołder – inżynier ichtiolog – urodził się w Zabłociu
- Jan Kubisz
- Kornel Michejda
- Tadeusz Michejda
- Władysław Młynek
- Halina Młynkowa
- Jan Monczka
- Gustaw Morcinek
- Wiktor Niemczyk
- Karol Pawlica
- Jerzy Stanisław Polaczek – dziennikarz, poeta
- Jan Raszka – rzeźbiarz
- Adam Sikora – poeta
- Adam Sikora – księgarz
- Władysław Sikora
- Paweł Stalmach
- Adam Wawrosz